# Fondation d'art contemporain Daniel et Florence Guerlain
De Fondation d'art contemporain Daniel et Florence Guerlain is een stichting die de private kunstverzameling van het echtpaar Daniel en Florence Guerlain beheert.

## Situering
De verzameling is ondergebracht in een privémuseum gesitueerd in Les Mesnuls, in het departement Yvelines, westelijk van Parijs. De stichting is ontstaan in 1996 om ontmoetingskansen te scheppen tussen kunstenaars en publiek in de meest algemene betekenis. Het museum opende zijn deuren eind 2004.

Er werd een Prix de dessin contemporain in het leven geroepen. Deze prijs richt zich op in Frankrijk wonende kunstenaars met een culturele band met het moederland.